# 버뮤다의 문장

버뮤다의 문장

버뮤다의 문장은 버뮤다를 상징하는 문장이다.
문장 중앙에는 붉은 사자가 방패를 들고 있는데 방패 안에는 난파선이 그려져 있다. 사자는 영국과 버뮤다 간의 관계를, 난파선은 버지니아 회사에서 운영하던 기함인 벤처호(Sea Venture)을 의미한다. 방패 하단에는 버뮤다의 표어인 "운명은 우리를 어디로 데려가는가?"(Quo Fata Ferunt)가 라틴어로 쓰여져 있다.

## 같이 보기
- 버뮤다의 기